# Châtillon-sur-Cluses
Châtillon-sur-Cluses è un comune francese di 1 194 abitanti situato nel dipartimento dell'Alta Savoia della regione dell'Alvernia-Rodano-Alpi.

## Società

### Evoluzione demografica
Abitanti censiti